# Cinnamomum impressinervium
Cinnamomum impressinervium är en lagerväxtart som beskrevs av Carl Daniel Friedrich Meisner. Cinnamomum impressinervium ingår i släktet Cinnamomum och familjen lagerväxter. Inga underarter finns listade i Catalogue of Life.